# Gruta de Merveilles
A gruta de Merveilles é uma gruta ornada paleolítica localizada na comuna de Rocamadour, em Quercy (departamento do Lot, Midi-Pyrénées, França).
foi descoberta a 16 de Outubro de 1920 pelo proprietário do local, M. Lamothe. O ocre e branco que viu na gruta lembraram-lhe a pastelaria dos dias de festas: as "Merveilles".
Em 1922, André Niederlender e Amédée Lemozi estudaram as pinturas e gravuras prehistóricas. Em 1921 foi aberta ao público e mais tarde classificada como Monumento histórico da França (16 de Maio de 1925).